# Erylus latens
Erylus latens är en svampdjursart som beskrevs av Moraes och Muricy 2007. Erylus latens ingår i släktet Erylus och familjen Geodiidae. Inga underarter finns listade i Catalogue of Life.